# Dol-de-Bretagne
Dol-de-Bretagne (in bretone Dol) è un comune francese di 5 421 abitanti situato nel dipartimento dell'Ille-et-Vilaine nella regione della Bretagna.

## Geografia fisica
Dol-de-Bretagne sorge lungo le rive del fiume Guyoult.

## Storia
Fu sede dell'antica diocesi di Dol, la più piccola della Bretagna, creata fin dal VI secolo e chiusa definitivamente con la costituzione civile del clero del 1790.

## Monumenti e luoghi d'interesse
- La Cattedrale, dedicata a San Sansone[2]
- Nei dintorni di Dol-de-Bretagne, si trova il Menhir di Champ-Dolent, considerato il più alto menhir della Bretagna[2]

## Società

### Evoluzione demografica
Abitanti censiti

## Infrastrutture e trasporti

### Ferrovie
Dol-de-Bretagne è servita da una propria stazione ferroviaria posta all'incrocio delle linee Rennes - Saint-Malo e Lison-Lamballe.

## Amministrazione

### Gemellaggi
- Reichelsheim